# Hellenizm (religia)

Symbol używany przez hellenistów

Hellenizm – współczesna religia politeistyczna, której wyznawcy czczą bogów starożytnych Greków.
Termin hellenizm został po raz pierwszy użyty przez cesarza Juliana Apostatę (331–363) na określenie odnawianej przez siebie religii pogańskiej. Z braku bezpośredniej ciągłości ze starożytnymi wyznawcami, hellenizm przyjmuje metodologię rekonstrukcjonistyczną.

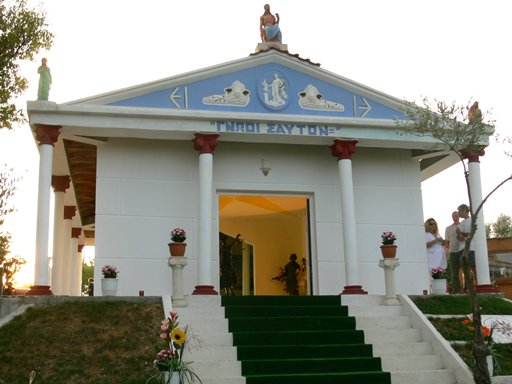
Świątynia w Salonikach

## Wierzenia
Hellenizm jest religią politeistyczną, w której centrum znajduje się dwunastu bogów olimpijskich. Jest religią niedogmatyczną, czerpiącą inspiracje z dzieł Homera, Hezjoda, Salustiosa i innych.

## Etyka
Podstawowymi źródłami dla etyki hellenizmu są Maksymy delfickie, Zasady Solona, Złote wersety Pitagorasa, etyki Arystotelesa, stoików i innych filozoficznych szkół starożytności.

## Występowanie
Najwięcej wyznawców hellenizmu jest w Grecji (gdzie przyjmuje formę religii etnicznej) oraz w USA. Największą organizacją jest Ύπατο Συμβούλιο των Ελλήνων Εθνικών (Najwyższa Rada Hellenów Etnicznych ). Jednym z pierwszych propagatorów tej religii wśród nie-Greków był Drew Campbell, autor książki Old Stones, New Temples. Od tego czasu powstało kilka organizacji reprezentujących różne podejścia do hellenizmu (między rekonstrukcjonizmem a neopogaństwem), takich jak Hellenion, Elaion , Neokoroi  i in. Niewielka grupa wyznawców - Olympeion - występuje również w Polsce.

### Grecja
Według danych z roku 2005, hellenizm wyznaje około 2 tysięcy Greków, a kolejnych 100 000 wyraża różnego stopnia zainteresowanie tą religią. Nie istnieją dane, uwzględniające kraje całego świata.
W roku 1997 została utworzona Najwyższa Rada Hellenów (NRH), jest to największa organizacja hellenistyczna w Grecji. Rada jest członkiem założycielem Światowego Kongresu Religii Etnicznych. W roku 2004 była gospodarzem kongresu w Atenach.
Organizacja również jest członkiem unijnego programu zwalczania dyskryminacji.
W roku 2005 w festiwalu Prometeusza zorganizowanym przez NRH uczestniczyło około 2500 osób.
Rada nawiązuje do religijnej, „politeistycznej, etnicznej tradycji greckiej”.
W samej Grecji działają również inne organizacje, jak: Dodekatheon, Helliniki Hetaireia Archaiophilon czy Labrys.

### USA
W Stanach Zjednoczonych amerykańscy helleniści gromadzą się wokół Hellenionu, który
przykłada wielką uwagę do historycznej wierności w odtwarzaniu religii. Hellenion nie podaje liczby członków do informacji publicznej. Istnieje również grupa osób, która nie może finansowo pozwolić sobie na pełne członkostwo, co utrudnia określenie liczebności grupy.
Organizacja oferuje szkolenia dla duchownych, edukację religijną dla dorosłych oraz inne kursy dla swoich członków.
Istnieją również inne zrzeszenia takie jak Elaion oraz Neokoroi.
Większość członków Neokoroi deklaruje się jako rekonstrukcjoniści, ale nie jest to wymagane aby móc przystąpić do organizacji. Bardzo duży nacisk kładzie się na wiedzę o starożytnej historii.
Działalność jest widoczna głównie w internecie. Jest to bardziej sieć hellenistów rozsianych po kraju.
Neokoroi jest również wydawcą własnego kwartalnika, który jest rozprowadzanych wśród, jak i przez członków.

### Polska
W Polsce nie ma zarejestrowanych hellenistycznych związków wyznaniowych. Dominują osoby praktykujące indywidualnie, utrzymujące kontakt przez internet. Istnieją strony i fora poświęcone tej tematyce jak Olympeion czy Pantheion.

### Reszta świata
W Brazylii, helleniści gromadzą się wokół portalu Reconstrucionismo Helênico no Brasil. Został stworzony w 2003 przez brazylijskich członków Hellenionu, jak i innych międzynarodowych grup jak np. amerykańskiego Neokoroi.

## Politeizm helleński
Politeistyczna religia okresu klasycznej Grecji, była praktykowana w rejonie Morza Egejskiego. Jej korzenie sięgają tradycji późnej epoki brązu w kulturze mykeńskiej. W czwartym wieku przed naszą erą przekształciła się w hellenistyczną religię misteryjną. Pod koniec czwartego wieku cesarz Teodozjusz I wydał edykty delegalizujące wiele form kultu bogów olimpijskich.
Religia praktykowana przez starożytnych Greków rozpowszechniła się poza Grecję właściwą, na wyspy i wybrzeża Jonii w Azji Mniejszej, na Wielką Grecję (Sycylia i południowe Włochy) oraz na wiele greckich kolonii rozsianych w zachodniej części Morza Śródziemnego (w tym Marsylię).
Starożytna idea sacrum była głównie politeistyczna. Konkretne praktyki religijne zróżnicowane w różnych ośrodkach, ale wszyscy Grecy rozpoznawali dwunastu bogów olimpijskich (Zeusa, Herę, Posejdona, Apollina, Artemidę, Afrodytę, Aresa, Hefajstosa, Atenę, Hermesa, Demeter oraz Hestię lub Dionizosa). W mitologii występowali również inni bogowie i herosi.

### Kult
Najpowszechniejsze akty kultu w starożytności stanowiły ofiary, zarówno z plonów jak i krwawe ofiary ze zwierząt. Czciciele danej istoty boskiej składali w ofierze określone zwierzę w zależności od konkretnego bóstwa. Ofiary służyły wielu funkcjom: jedne jako kulminacyjny moment publicznego aktu religijnego, inne przed podjęciem ważnej decyzji, aby zjednać sobie pomoc bogów lub jako część obrzędu przejścia.
Greckie świątynie nie były z zasady miejscami masowych zgromadzeń religijnych. Większość z nich zawierała mało co poza wizerunkiem boga i kolekcją wotywnych darów, w tym znacznymi skarbami.
Dary wotywne bywały składane bogom przez wyznawców, często jako akt podziękowania za dobrodziejstwo zesłane przez boga, dla pozyskania przyszłych boskich błogosławieństw lub aby otrzymać proroczą poradę od boga lub bogini.
Ofiary składano czasem aby przebłagać boga za przestępstwa, akty bezbożności lub za naruszenie religijnego zwyczaju. Były trzymane w świątyni na widoku, zwykle po pewnym czasie przeprowadzano specjalny rytuał i je wyrzucano.
Współcześni helleni preferują bezkrwawe ofiary lub mięso i krew zwierząt, które nie zostały zabite na miejscu. Zamiast zwierząt oferowane są inne jadane dary jak owoce, warzywa, zboże czy słodycze. Wyznawcy składają dary w możliwie taki sam sposób, jaki robili to starożytni.

### Teologia
W dzisiejszym tego słowa znaczeniu, starożytni Grecy nie posiadali niczego co nazwalibyśmy usystematyzowaną teologią. Sztuka, literatura a nawet architektura tamtego okresu obfitowały w obrazy i wizerunki bogów oraz herosów. Wyrażały powszechnie rozumianą symbolikę. Teogonia Hezjoda przedstawia politeistyczną wizję stworzenia świata oraz szerokie drzewo genealogiczne bogów olimpijskich.
Stosunkowo późno w historii religii neoplatonicy, włączając w to rzymskiego cesarza Juliana Apostatę, podjęli próbę zorganizowania religii w uporządkowany system wierzeń. Cesarz Julian próbował zorganizować kult bogów w hierarchiczną organizację przypominającą tę posiadaną już przez chrześcijan.
Żaden z tych wysiłków nie odniósł sukcesu ze względu na krótki czas w jakim usiłowano je wprowadzić. Ostatecznie publiczny kult bogów olimpijskich został prawnie zdelegalizowany przez cesarza Teodozjusza I, co zostało podtrzymane i wprowadzone w życie przez jego następców. Grecka religia stała się napiętnowana jako „pogańska”, czyli religia ludzi z obszarów wiejskich (łac. pagus – "wioska"). Wielu badaczy przypuszcza, że przetrwała jedynie na terenach wiejskich, pod zmienioną postacią ukrytą w chrześcijańskich rytuałach i obrzędach.
Współczesna teologia powstała na bazie starożytnych tekstów, wliczając w to między innymi takie dzieła, jak „O bogach i świecie" Salustiosa czy „Prace i dni” Hezjoda. Platon, Arystoteles oraz wielu innych filozofów starożytnych ma wpływ na współczesną teologię, podobnie jak twórczość szkoły orfickiej i pitagorejskiej.

### Wierzenia i praktyki
Helleni czczą starożytnych greckich bogów, włączając w to olimpijczyków, bóstwa natury, bóstwa świata podziemnego i herosów. Oddają cześć zarówno przodkom fizycznym jak i duchowym. Jest to przede wszystkim religia wotywna, oparta na wymianie darów, ofiar za boskie błogosławieństwo. Przekonania etyczne współczesnych hellenów są często inspirowane przez starożytne cnoty takie jak wzajemność, gościnność, samokontrola i powściągliwość. Podstawowymi źródłami dla etyki hellenizmu są maksymy delfickie, zasady Solona, złote wersety Pitagorasa, etyki Arystotelesa, stoików i innych filozoficznych szkół starożytności.
Kluczem do etyki tej religii jest eusebeia, tłumaczona jako pobożność. Oznacza to zobowiązanie do oddawania czci bogom i działań, które to potwierdzają.
Nie istnieje jeden kościół ani zhierarchizowane kapłaństwo, jednak część grup (np. Hellenion) oferuje kursy kształcące duchownych. Poszczególni wyznawcy przeprowadzają samodzielnie rytuały i zdobywają wiedzę o religii oraz bogach poprzez źródła i opracowania dotyczące religii starożytnych.

## Rekonstrukcjonizm
W kontekście politeizmu, rekonstrukcjonizm jest metodologią, dzięki której próbuje się odtworzyć możliwie najdokładniej starożytne praktyki religijne. Jest stawiany w opozycji do synkretycznych i eklektycznych ruchów, które również nazywają siebie neopogańskimi.
Mimo wszystko helleni próbują przystosować tradycje przeszłości, do współczesnego świata, z zachowaniem jak największej wierności starożytnym.

## Prześladowania i polityczne zamieszanie
Współczesne organizacje helleńskie w Grecji odradzają i rekonstruują religię antycznych Greków. Pojawiają się jednak również osoby, które twierdzą, że religia ta przetrwała a oni sami zostali wychowani w rodzinach ją praktykujących.
Niezależnie od poglądów na ciągłość praktyk, czy też konieczność rekonstrukcji, wyznawcy zgadzają się co do roli religii w społeczeństwie. Hellenizm jest postrzegany jako część narodowego dziedzictwa kulturowego, w przeciwieństwie do obcego kulturowo chrześcijaństwa, które obecnie dominuje w Grecji. Istotna jest pozycja Greckiego Kościoła Prawosławnego, gdyż jest on kościołem mającym duży wpływ na władzę świecką. Od roku 1864 prawosławie jest religią państwową.
Dodecatheon oraz Najwyższa Rada Hellenów podkreślają określenia takie jak : „tradycyjne”, „etniczne”, „autentyczne" w opisie swoich praktyk religijnych.
W trakcie Letnich Igrzysk Olimpijskich w roku 2004 odbyło się kilka dyskusji dotyczących hellenizmu w Grecji:
- Profesor Giorgos Dontas, prezydent Towarzystwa Archeologicznego Aten publicznie wyraził oburzenie spowodowane niszczeniem stanowisk archeologicznych. Zniszczeniom uległy stanowiska, w których badano starożytne pozostałości w okolicach Partenonu oraz Akropolu, tylko dlatego aby przygotować infrastrukturę na Igrzyska. Współczesne kwestie polityczno- wizerunkowe wygrały z dziedzictwem narodowym oraz cywilizacyjnym[20].

- Przed Igrzyskami, Rehema Ellis dziennikarka MSNBC nakręciła film dokumentalny (It's Greek to Me: Group Tries to Restore Pagan Worship) o zdewastowaniu i podpaleniu księgarni w Atenach, gdzie sprzedawano książki promujące starożytną religię greków.

Dziennikarka również przeprowadziła wywiady z osobami zaniepokojonymi aktualną sytuacją w Grecji. Ellis powiedziała, że „widoczny jest kontrast sytuacji, ponieważ Igrzyska Olimpijskie zostały utworzone na cześć Zeusa, a teraz modlitwa do starożytnych bogów jest krytykowana za przykładanie uwagi do przeszłości.”
- Greckie Towarzystwo Przyjaciół Starożytności protestowało przeciwko komercyjnemu wykorzystaniu wizerunku Ateny i Apolla, jako maskotek Letnich Igrzysk Olimpijskich w Atenach (2004). Twierdzili, że karykaturalne przedstawienie greckich bogów jest przykładem braku szacunku i wrażliwości[21].

26 czerwca radio BBC przeprowadziło wywiad z prezydentem Societas Hellenica Antiquariorum, w którym wypowiedział się na temat olimpijskich maskotek:
„Jest to drwina z duchowych wartości cywilizacji helleńskiej, poprzez poniżanie tych samych świętych istot, czczonych w trakcie starożytnych Igrzysk Olimpijskich. Z tych powodów przystąpiliśmy do działań prawnych domagając się ukarania osób odpowiedzialnych.”
- W maju 2006 r. sąd w Atenach, uznał kult starożytnych bogów za legalny. Odnosząc się do orzeczenia sądu, ojciec Eustathios Kollas, przewodniczący wspólnocie księży Prawosławnego Kościoła Grecji, powiedział:

„Jest to garstka nędznych wskrzesicieli zdegenerowanej, martwej religii, którzy chcą powrotu potwornych, mrocznych urojeń przeszłości.”

## Hellenizm a neopogaństwo
Oddawanie czci olimpijczykom jest często włączane w praktyki religii neopogańskich. Nie są to jednak ruchy rekonstrukcyjne, i nie mają na celu wskrzeszenia starożytnych praktyk religijnych.
Nawet jeśli część grup neopogańskich nawiązuje do bogów antycznej Grecji, wiele form kultów neopogańskich nie dopuszcza oddanie dla więcej niż jednego panteonu, nie zakłada wierności danemu określonemu kodeksowi etycznemu czy światopoglądowi. Wielu pośród nich postrzega bogów i boginie różnych kultur jako byty, będące przejawami jednej bogini i jednego boga (takie postrzeganie ma miejsce w wicca) lub nawet tylko jednej istoty boskiej. Jednakże jest to spojrzenie obce dawnemu jak i obecnemu hellenizmowi.
Magia jest powodem sporów w kręgach hellenistów. Część z nich postrzega każdą formę magii jako praktykę niereligijną. Nie praktykuje się jej więc w ramach rekonstrukcjonizmu, co jest spowodowane skromnością wiedzy o tym jak szerokie miała związki z religią. Helleniści są nastawieni krytycznie do ludzi, którzy promują historycznie błędny obraz antycznej religii i obstają jednocześnie przy tym, że jest autentyczny lub też powodując powstawanie mylących stereotypów. Do krytykowanych pod tym względem ruchów należą wicca jak i inne ruchy związane z New Age.